# シュ (カザフスタン)
シュ (カザフ語, ロシア語: Шу)はカザフスタン共和国・ジャンブール州の都市。シュ川（チュ川）に面し、人口はおよそ35,000人。1992年まではチュ（Чу）と称した。都市名は、川の名前に由来する。

## 交通
重要な交通拠点で、カザフスタンを東西に走るトルキスタン・シベリア鉄道と、カザフスタンを北に走り首都のアスタナやシベリア鉄道のペトロパブルに向かう鉄道がここで分岐する。シュからキルギスの首都・ビシュケクへのカザフスタンの列車がないため、アスタナからビシュケクに向かう多くの人々が毎日、シュ駅で降りてマルシュルートカやタクシーでキルギスに向かっている。シュからキルギスへはキルギス国鉄の便があるが、何時間も余計に時間がかかるためである。シュは同時に貨物列車の重要拠点で、ここで貨車の積み替えを行う。

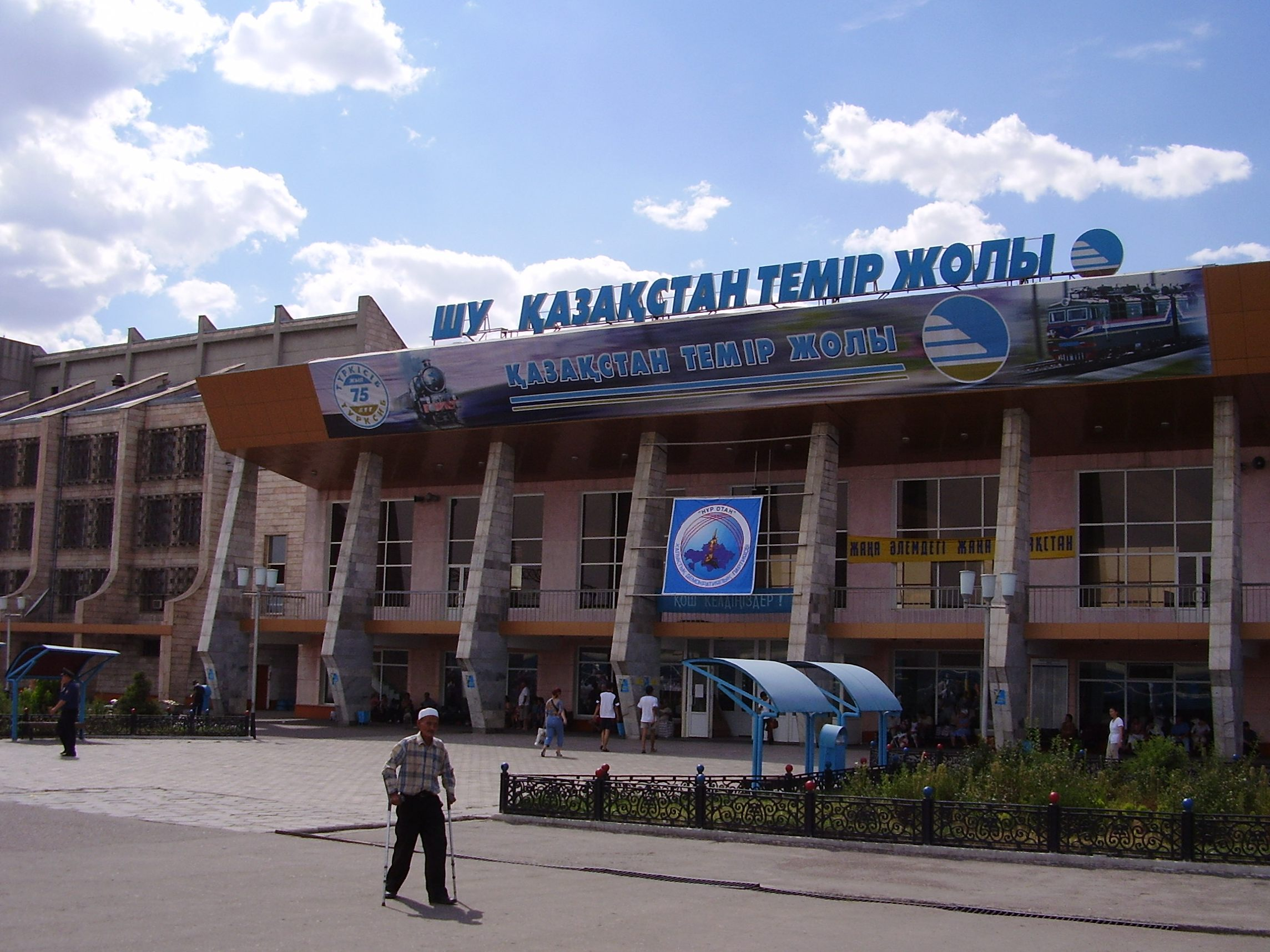
シュの駅舎

「シュ」という地名はカザフスタンには他にいくつかあるため、人々はジャンブール州のシュを「シュ駅」と呼んでいる。